# Cato Guntveit
Cato Falck Guntveit (Drammen, 6 agosto 1975) è un ex calciatore norvegese, di ruolo difensore.

## Carriera

### Club
Guntveit ha debuttato nel Brann a soli vent'anni, sotto la guida dell'allora tecnico Hallvar Thoresen. Thoresen lo ha usato frequentemente come terzino, ma quando l'allenatore è stato esonerato, le cose sono cambiate in negativo per Guntveit, che ha giocato di meno. Nel campionato seguente, non è riuscito a conquistare un posto da titolare ma, nel campionato 1998, è riuscito ad imporsi in squadra. L'allenatore di quella stagione, Harald Aabrekk, lo ha spostato dalla difesa al centrocampo, dove ha ottenuto un buon successo ed ha contribuito alle positive stagioni del Brann, come il terzo posto del campionato 1999 e il raggiungimento, nello stesso anno, della finale di Norgesmesterskapet.
Nel 1999, è stato acquistato dagli scozzesi dell'Aberdeen, a parametro zero. È riuscito a fare bene, all'Aberdeen, ma la sua carriera scozzese è stata limitata a causa di molti infortuni. Comunque, nell'estate 2002, è stato svincolato dall'Aberdeen per i problemi economici della squadra ed è tornato al Brann. Per gli scozzesi, ha giocato sessantanove partite ed ha segnato cinque reti.
Dopo essere tornato al Brann, c'è voluto quasi un anno per vederlo in campo, a causa di un misterioso infortunio. Quando è tornato a giocare, è diventato parte integrante della squadra ed è stato considerato uno dei fattori principali del successo del Brann.
Nel 2004, è diventato il capitano della squadra. Ha saltato la finale di Coppa di Norvegia 2004, vinta dal Brann (il primo trofeo per il club dal 1982), perché squalificato. L'arrivo di Martin Andresen, nel 2005, ha minacciato la fascia di capitano di Guntveit, perché molti hanno pensato che Andresen, capitano della Norvegia, lo sarebbe diventato anche del Brann. Prima dell'inizio del campionato 2006, comunque, ha dichiarato che la fascia gli procurava distrazioni, così l'allora tecnico Mons Ivar Mjelde l'ha affidata ad Andresen.
Alla fine della Tippeligaen 2010 ha annunciato il suo ritiro dal calcio di alto livello. Dal 2011, infatti, giocò nello Øystese.

## Palmarès

### Club

#### Competizioni nazionali
- Coppa di Norvegia: 1

Brann: 2004
- Campionato norvegese: 1

Brann: 2007